# رامي عبود
رامي عبود أكاديمي وباحث مصري مُتخصص في فلسفة تكنولوجيا المعلومات والاتصالات، وصناعة المحتوى، ومجتمع المعرفة، حصل على جائزة الاتحاد العربي للمكتبات والمعلومات لأفضل دراسة أكاديمية للعام 2012.
كما رشح أحد كتبه لجائزة الشيخ زايد للكتاب في قائمتها الطويلة للعام ٢٠١٣. كذلك حاصل على درع مؤسسة الأهرام لإسهامه العلمي في مجال تكنولوجيا المعلومات والاتصالات بمجلة "لغة العصر". 
نشرت له العديد من المقالات في الصحافة العربية، كما نشرت له العديد من المقالات العلمية باللغتين العربية والإنجليزية. مقيم في كندا وحاصل على الجنسية الكندية. 

## مؤلفاته
- نحو إستراتيجية عربية لصناعة المحتوى الرقمي، مركز دراسات الوحدة العربية، بيروت، 2013.[3]
  - رشح لجائزة الشيخ زايد للكتاب، في قائمتها الطويلة للعام 2013.
- المحتوى الرقمي العربي على الإنترنت: نظرة على التخطيط الاستراتيجي العربي والعالمي، العربي للنشر والتوزيع، القاهرة، 2013.[4]
- الكتب الإلكترونية: النشأة والتطور، الخصائص والإمكانات، الاستخدام والإفادة، الدار المصرية اللبنانية للنشر، القاهرة، 2008.[5]
- ديجيتولوجيا : الإنترنت. اقتصاد المعرفة. الثورة الصناعية الرابعة. المستقبل. العربي للنشر والتوزيع، القاهرة، 2016.[6]